# الكويفية
الكويفية ضاحية سكنية في مدينة بنغازي وتقع على بعد 7 كم شمال وسط المدينة. يوجد بها مستشفى الأمراض الصدرية في بنغازي وكذلك محطة الشمال وهي أكبر محطة لتوليد الطاقة الكهربائية في ليبيا ويوجد بها العديد من المصانع. إضافة لسجن الكويفية وهو أكبر سجن في بنغازي.
سميت الكويفية تصغيراً لكلمة «كوف» أو كهف، وتشتهر بوجود أنهار وأنفاق طبيعية تحت الأرض، إضافة لكثرة عيون الماء ومن أشهرها عين زيانة التي تصب الي بحيرة الخرمة ومنها الي البحر المتوسط.
‌